# Чокан Валіханов (фільм)
«Чокан Валіханов» («Шоқан Уәлиханов») — радянський чотирисерійний телефільм 1983 року, знятий режисерами Асаналі Ашимовим і Гук Ін Цоєм на кіностудії «Казахфільм».

## Сюжет
Про життя та діяльність Чокана Валіханова — першого казахського вченого-просвітителя XIX століття, історика, мандрівника, етнографа та фольклориста.

## У ролях
- Сагі Ашимов — Чокан Валіханов
- Асаналі Ашимов — Чингіс Валіханов, батько Чокана Валіханова
- Юрій Орлов — Федір Михайлович Достоєвский
- С. Волонін — Петро Петрович Семенов-Тянь-Шанський
- Юрій Демич — Дуров
- Меруерт Утекешева — Зейнеп, мати Чокана Валіханова
- Георгій Тейх — Густав Христофорович Гасфорт
- Анатолій Азо — Карл Казимирович Гутковський
- Сергій Алешко — Потанін, вчений сходознавець
- Вадим Нікітін — Ждан-Пушкін, інспектор училища
- Юрій Тищенко — Сергій Якович Костилевський
- Геннадій Балаєв — Кучковський
- Юрій Глазунов — Сотников
- Бімболат Ватаєв — Аксакал
- Куатбай Абдреїмов — Мусабай
- Болот Бейшеналієв — старий
- Нурзада Ташимова — Фатіма
- А. Магзумбеков — продавець книг
- С. Султанов — Чокан у 12 років
- Олексій Свєкло — Микола Гаврилович Чернишевський
- Станіслав Байков — Олександр II
- Ігор Горбачов — канцлер
- О. Аристанов — Єрден
- Сатімжан Санбаєв — Тезек
- Хаміт Єргалієв — Суїнбай
- Альгімантас Масюліс — Дюгамель
- Валерій Івченко — Редедін
- Марат Аріпов — Датха
- Нагіра Жумагулова — Айсари
- Михайло Токарєв — Знаменський
- Вадим Максимов — Добровольський
- В'ячеслав Шалевич — Колпаковський
- Ігор Боголюбов — Журавльов
- Жанна Керімтаєва — епізод
- Надія Рязанцева — Шурочка Капустіна
- Мануар Абдулліна — епізод
- Марина Юрасова — Ірина Капустіна
- Станіслав Фесюнов — епізод
- Анна Твеленьова — епізод
- Жанал Бектасова — епізод
- В. Вількін — епізод
- Наталія Журавель — епізод
- Андрій Ташков — епізод
- Толеубек Аралбай — епізод
- Костянтин Кадочников — епізод
- Жексен Каїрлієв — епізод
- Н. Ансакбаєв — епізод
- А. Абішев — епізод
- Анеш Єржанова — епізод
- С. Кожаков — епізод
- Бібіза Куланбаєва — епізод
- К. Султанбеков — епізод
- Олександр Поляков — епізод
- Атагельди-ага Ісмаїлов — епізод
- Рахметбай Телеубаєв — епізод
- Альбіна Матвєєва — епізод
- Макіль Куланбаєв — епізод
- Ольга Сошникова — Оля
- Аристарх Ліванов — Гансевський
- Айдос Бектеміров — Баримтач
- Олександр Болонін — Семенов
- Валерій Козинець — епізод
- Нурлибай Єсімгалієв — епізод
- Алла Одінг — епізод

## Знімальна група
- Режисери — Асаналі Ашимов, Гук Ін Цой
- Сценаристи — Юлій Ніколін, Асаналі Ашимов
- Оператор — Ігор Вовнянко
- Композитор — Алмас Серкебаєв
- Художник — Абдрашит Садиханов